# أمبروز جيروم كينيدي
أمبروز جيروم كينيدي (بالإنجليزية: Ambrose Jerome Kennedy) هو سياسي أمريكي، ولد في 6 يناير 1893 في الولايات المتحدة، وتوفي في 29 أغسطس 1950 في نفس البلد. حزبياً، نشط في الحزب الديمقراطي. وقد انتخب عضو مجلس النواب الأمريكي.